# Kalligramma delicatum
Kalligramma delicatum (лат.) — вид вымерших насекомых из рода Kalligramma. Описан по переднему крылу образца NIGP 156193, жившего 166,1-157,3 млн лет назад, и обнаруженного в формации Даохугоу, Китай.

## Описание
Видовое название переводится как «деликатный». Всего было обнаружено два передних крыла. Костальное пространство узкое; реберная вена извилистая; Rs с восемью первичными ветвями; МА раздвоена дистально; MP с пятью отделениями; 1А раздваивается за середину длины; 2А хорошо развита; 3А короткий. Левое переднее крыло яйцевидное и широкое, длина 52 мм, ширина 28 мм в сохранности. Передний и наружный края в основном повреждены, проксимальный край частично отсутствует. Глазное пятно бурое и округлое, расположено дистальнее середины крыла. Несколько небольших беспигментных пятен расположены у глазчатого пятна, которое имеет непигментированную точку, расположенную субцентрально. Плечевая жилка не сохранилась. Реберное пространство относительно узкое. Реберные жилки извилистые, с несколькими простыми базальными ветвями; поперечные жилки присутствуют между реберными жилками. Подреберье и пространство R1 примерно одинаковой ширины, с широко расставленными поперечными жилками. Sc и R1 слились на вершине. Rs с восемью первичными ветвями; каждая ветвь идет прямолинейно и дистально раздвоена, за исключением Rs3, которая существенно раздвоена в основании. МА простая и раздвоенная дистально. MP гребенчатый, с пятью сохранившимися ветвями; MP2 происходит от MP тянущуюся до первой ветви Rs. CuA проходит близко к стеблю MP и разветвляется на вершине с шестью первичными ветвями. CuP простая, повреждена на вершине окаменелости. Шток CuP параллелен штоку 1А для дальних дистанций. 1А раздваивается за пределами своей средней длины. 2А густо и гребенчато разветвленный. 3А очень короткий. Максимальная ширина между CuP и 1А примерно вдвое больше ширины между 1А и 2А.
Образец NIGP 156193 интерпретируется как представляющий собой переднее крыло в основном из-за его овальной формы. Хотя этот экземпляр имеет внешне яйцевидную или субтреугольную форму в сохранившемся виде, эта форма, вероятно, является результатом сильного повреждения переднего и внешнего краев. Относительно узкое реберное пространство NIGP 156193 напоминает реберное пространство переднего крыла K. haeckeli (реберное пространство умеренно широкое у Kalligramma multinerve, Kalligramma paradoxum, Kalligramma brachyrhyncha, Kalligramma elegans и Kalligramma albifasciatum). В сохранившейся части костального пространства в NIGP 156193 многочисленны поперечные жилки между костальными жилками. В сочетании с нарушением контура крыла узкое костальное пространство создает некоторую неопределенность в отношении того, какое крыло представляет NIGP 156193, но свидетельства указывают на переднее крыло. Новый вид можно отличить от K. haeckeli, K. paradoxum, K. elegans и K. circularia меньшим количеством первичных ветвей Rs, от K multlinerve — большим. многочисленные ответвления Rs; а от Kalligramma albifasciatum и Kalligramma brachyrhyncha — гораздо более узкое реберное пространство. Интересно, что непектинатная структура A1 у Kalligramma delicatum, nov сильно сходна с таковой у Kalligramma sharovi и K. jurarchegonium, которые представлены задними крыльями. Надеемся, что будущие находки помогут прояснить, действительно ли K. delicatum представлен материалом переднего крыла, и более четко определить различия между морфологией переднего и заднего крыльев у Kalligrammatidae.